# Hemley Boum
Hemley Boum (Douala, 1973) is een Kameroens romanschrijver. Een van haar romans werd bekroond met de Grand Prix Afrique.

## Biografie
Boum groeide op in Douala. Zij studeerde sociale wetenschappen aan de Katholieke Universiteit van Centraal-Afrika in Yaoundé en internationale handel aan de Katholieke Universiteit Rijsel. Daarna behaalde zij een Diplôme d'études supérieures spécialisées in marketing en kwaliteit aan de École supérieure de Lille. Terug in Douala werkte zij zeven jaar voor een internationaal bedrijf.
Ze woont in Maule, een voorstad van Parijs met haar man en hun twee kinderen.

## Werk
In 2010 verscheen haar eerste roman, Le Clan des femmes, over polygamie in een Afrikaans dorp aan het begin van de twintigste eeuw.
Haar tweede roman, Si d’aimer…, werd bekroond met de zesde Prix Littéraire Ivoire 2013, en was een van de tien werken die werden geselecteerd voor de prix Ahmadou-Kourouma 2013 van de Salon international du livre et de la presse de Genève.
Voor Les maquisards ontving zij de Prix du livre engagé 2016, de Prix Éthiophile (speciale prijs van de jury 2016) en de Grand Prix Afrique. Les jours viennent et passent werd bekroond met de Prix Ahmadou-Kourouma 2020.